# Wera Hobhouse

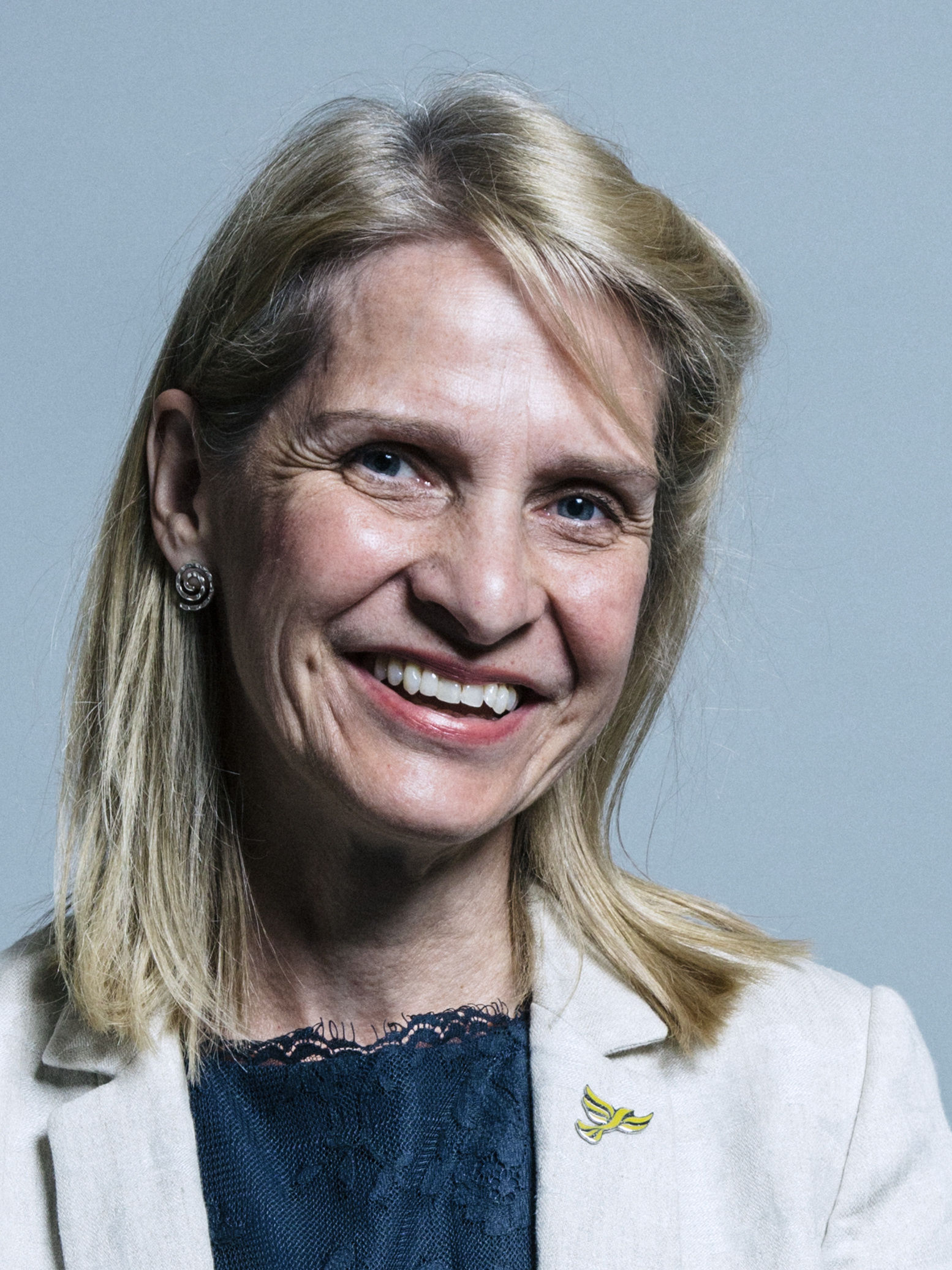
Wera Hobhouse (2017)

Wera Hobhouse (* 8. Februar 1960 als Wera Benedicta von Reden in Hannover) ist eine deutsch-britische Politikerin, die für die Liberal Democrats Mitglied des britischen Unterhauses ist.

## Leben
Wera von Reden war als Schülerin bei den Protesten gegen das Endlager für hochradioaktive Abfälle in Gorleben aktiv. Sie studierte Geschichte und Kunstgeschichte an der Universität Münster und an der École des Beaux Arts in Paris und schloss das Studium mit einem Master an der FU Berlin ab. 1989 heiratete sie den englischen Unternehmer William Hobhouse, sie haben vier Kinder. 
Bis 1999 wohnte Wera Hobhouse mit ihrer Familie in Liverpool und danach in Rochdale, wo William Hobhouse eine Fabrik für Textilchemikalien leitet. Bereits in der Region Liverpool engagierten sich Hobhouse und ihr Mann in der Kommunalpolitik. 
Nach ihrem Umzug nach Rochdale wurde Wera Hobhouse 2004 zum Councillor (Gemeinderatsmitglied) im Metropolitan Borough of Rochdale gewählt und wirkte gegen die Bebauung einer asbestbelasteten Industriebrache. Sie verließ 2005 die Conservative Party und wurde Mitglied der Liberal Democrats. Hobhouse erhielt 2007 die britische Staatsbürgerschaft. 2010 wurde sie als Gemeinderätin für die Liberalen wiedergewählt, war aber als Kandidatin bei den britischen Unterhauswahlen in einem der Wahlkreise in Rochdale im selben Jahr erfolglos.
2014 zog Hobhouse mit der Familie nach Bath, wo sie im selben Jahr erfolglos im Wahlbezirk Bath and North East Somerset bei den Unterhauswahlen kandidierte. Bei den Unterhauswahlen 2017 konnte sie den bisher von den Konservativen gehaltenen Unterhaussitz für Bath erobern und ist seither Mitglied des Unterhauses. Hobhouse wirkt als Gegnerin des Brexit im Brexit-Parlamentsausschuss. Sie brachte 2018 eine Gesetzespräzisierung gegen sexuelle Belästigung durch Upskirting ein.